# Valerio Bellati
Valerio Bellati (Padova, 1923 – Vittorio Veneto, 1996) è stato un pittore italiano.

## Biografia
Visse a Padova fino all'età di 20 anni. Si trasferì in seguito a Venezia dove frequentò l'Accademia delle Belle Arti. Dopo un iniziale interesse per la scultura, si dedicò quasi esclusivamente alla pittura, aderendo all'espressionismo astratto.
Le sue opere furono esposte a livello nazionale e internazionale. Fu esposto anche alla XXXI Biennale di Venezia nel 1962.. 
Nel commentare un suo quadro Ezra Pound dichiarò: "Di fronte ad un'opera di Valerio Bellati, bisogna aspettare che il quadro ti venga incontro". All'età di 72 anni si ammalò ma riuscì a completare il suo ultimo lavoro Versi e Dipinti assieme al poeta Andrea Zanzotto.
Alla sua morte venne allestita una mostra personale su iniziativa della Provincia di Treviso - l'esposizione ebbe luogo nell'ex Palazzo del Podestà ed una tavola rotonda gli fu dedicata a Palazzo Scotti il 20 giugno 1977 - All'evento partecipò lo scrittore Sergio Saviane amico sincero dell'artista.                                                                                                                                                                                                                                                                                                                                                                                                  Nel 2013, insieme alla pittrice Yasmin Brandolini d'Adda, gli fu invece dedicata una mostra intitolata "Turbamenti della forma", in villa Brandolini a Pieve di Soligo.